# Pertusaria leucothelia
Pertusaria leucothelia är en lavart som beskrevs av Müll. Arg. Pertusaria leucothelia ingår i släktet Pertusaria, och familjen Pertusariaceae. Inga underarter finns listade i Catalogue of Life.